# نوتينغ هيل

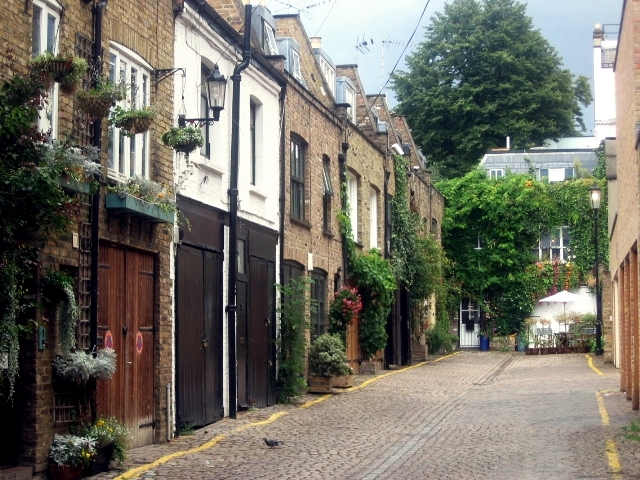
شارع في نوتينغ هيل

نوتينغ هيل (بالإنجليزية: Notting Hill)‏ وهي منطقة في لندن، على مقربة من الزاوية الشمالية الغربية من حدائق كنسينغتون في لندن، في حي كينسينجتون وتشلسي الملكية. بل هو حي عالمي معروف كموقع لكرنفال نوتينغ هيل السنوي، وفيه سوق شارع بورتوبيلو.

## أعلام
- ألان مولري
- كولن بارنز
- روزاليند فرانكلين
- جورج هاربر
- جيمي بلومفيلد
- جورج والاس